# Leopold Kunschak
Leopold Kunschak (Vienna, 11 novembre 1871 – Vienna, 13 marzo 1953) è stato un politico austriaco.
Nato da una famiglia di umili condizioni è celebre soprattutto per essere stato il padre del Partito Popolare Austriaco che fondò nel 1945 dalle ceneri del Partito Cristiano-Sociale, (presente sulla scena politica dal 1893 al 1934). Fu attivo in politica sia a livello nazionale che locale negli Anni trenta ed in quelli del secondo dopoguerra. 
Fu esponente dell'antisemitismo austriaco di radice cattolica .